# Knafeh
Le künefe  (arabe : كُنافة, [kʊˈnaːfa] , arabe levantin : [ˈknaːfe] ou [ˈkneːfe]) ou knefeh est une pâtisserie  de la cuisine levantine réalisée à base de kadaif (cheveux d'ange), de fromage, de beurre et de pistaches ou de noix et sur laquelle du sirop est ajouté.

## Histoire
Selon une histoire commune, le plat a été créé et prescrit par des médecins pour satisfaire la faim des califes pendant le ramadan. On raconte que l'histoire aurait eu lieu en Égypte fatimide ou dans le califat omeyyade en Syrie. Il aurait également été mentionné par écrit dès le Xe siècle et serait d'origine fatimide. Cependant, les plats mentionnés dans les textes historiques ne sont pas nécessairement les mêmes que les versions modernes de knafeh.
Dans le Kitab al tabikh fi-l-Maghrib wa-l-Andalus (livre de plats de Maghreb et Al-Andalus, anonyme au XIIIe siècle), le mot kunāfa est utilisé pour décrire une crêpe faite avec une pâte fine sur un « miroir » (le tābaq), et dit que cela équivaut au ruqāq. Il donne également une recette (les crêpes étant appelées musahhada dans Al-Andalus), qui utilise la même pâte, mais le kunāfa est aminci, « comme un fin tissu ». Il donne un certain nombre de recettes de desserts pour la kunāfa, où les crêpes sont servies garnies de fromage frais, cuites au four et garnies de miel et de sirop de rose; ou coupées en lambeaux comme des feuilles de rose et cuit avec du miel, des noix, du sucre et de l'eau de rose.

## Préparation
Le knafeh se décline en trois types :
- khishnah (arabe : خشنه) : croûte à base de kadaif (cheveux d'ange) ;
- na'ama (arabe : ناعمة) : pâte de semoule ;
- mhayara (arabe : محيرة) : mélange de khishnah et de na'ama.

La pâte est chauffée avec du beurre, de la margarine ou de l'huile de palme, recouverte ensuite de fromage blanc comme du fromage nabulsi (en) et surmontée d'une autre couche de pâte ; celle-ci est roulée autour du fromage pour la khishnah.
Un sirop épais de sucre, d'eau et de quelques gouttes d'eau de rose ou d'eau de fleur d'oranger, est versé sur la pâte durant les dernières minutes de cuisson. Souvent, la couche supérieure de la pâtisserie est teintée de colorant alimentaire orange. Des pistaches vertes concassées sont saupoudrées sur le dessus comme garniture.
La ville de Naplouse est particulièrement réputée pour son knafeh. Le knafeh de Jérusalem est une pâtisserie orangée, avec une croûte de pâte phyllo en lambeaux ou de semoule, remplie de fromage de chèvre doux et trempé dans le sirop. Il est particulièrement populaire pendant le ramadan.

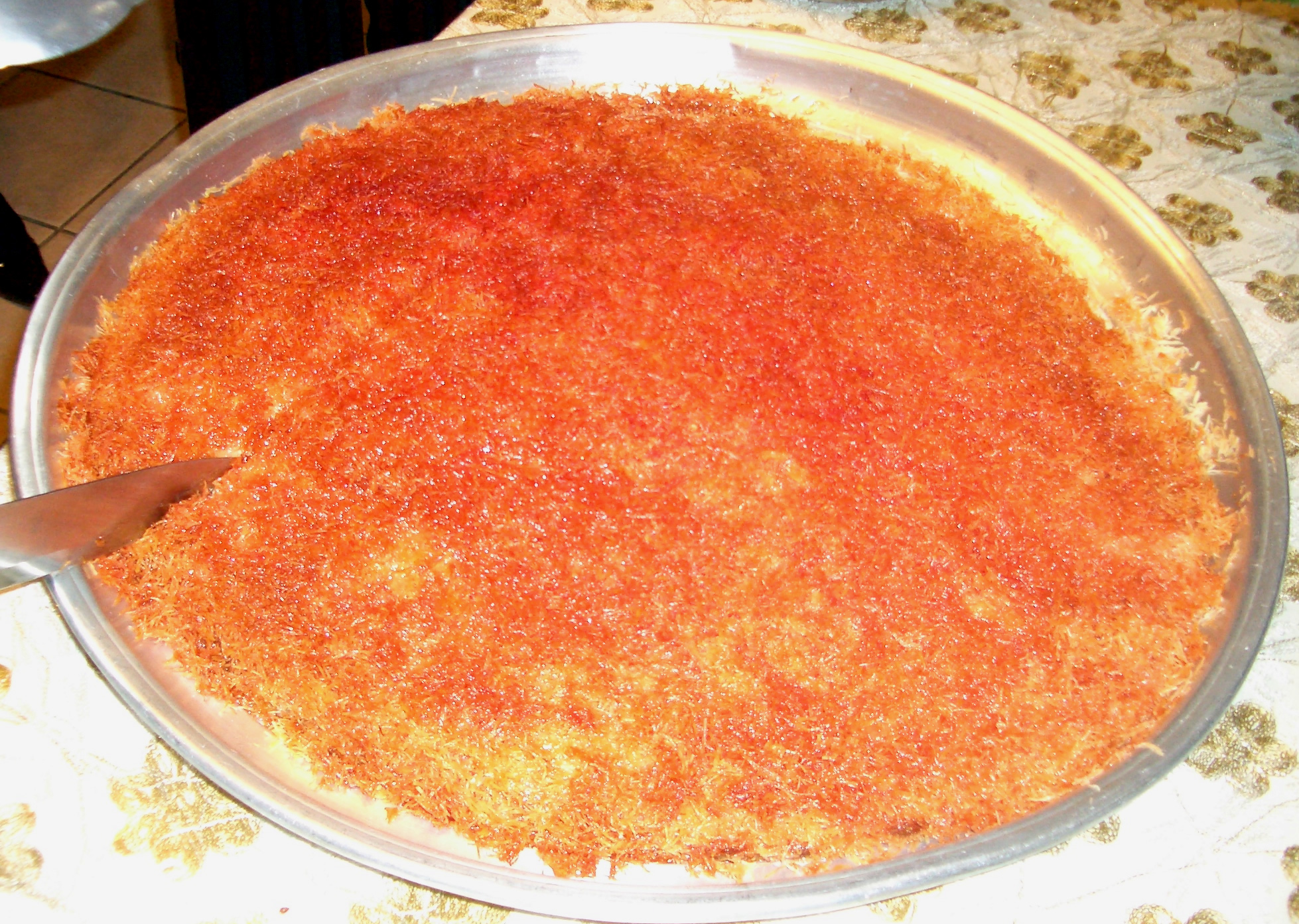
Knafeh dans une casserole.
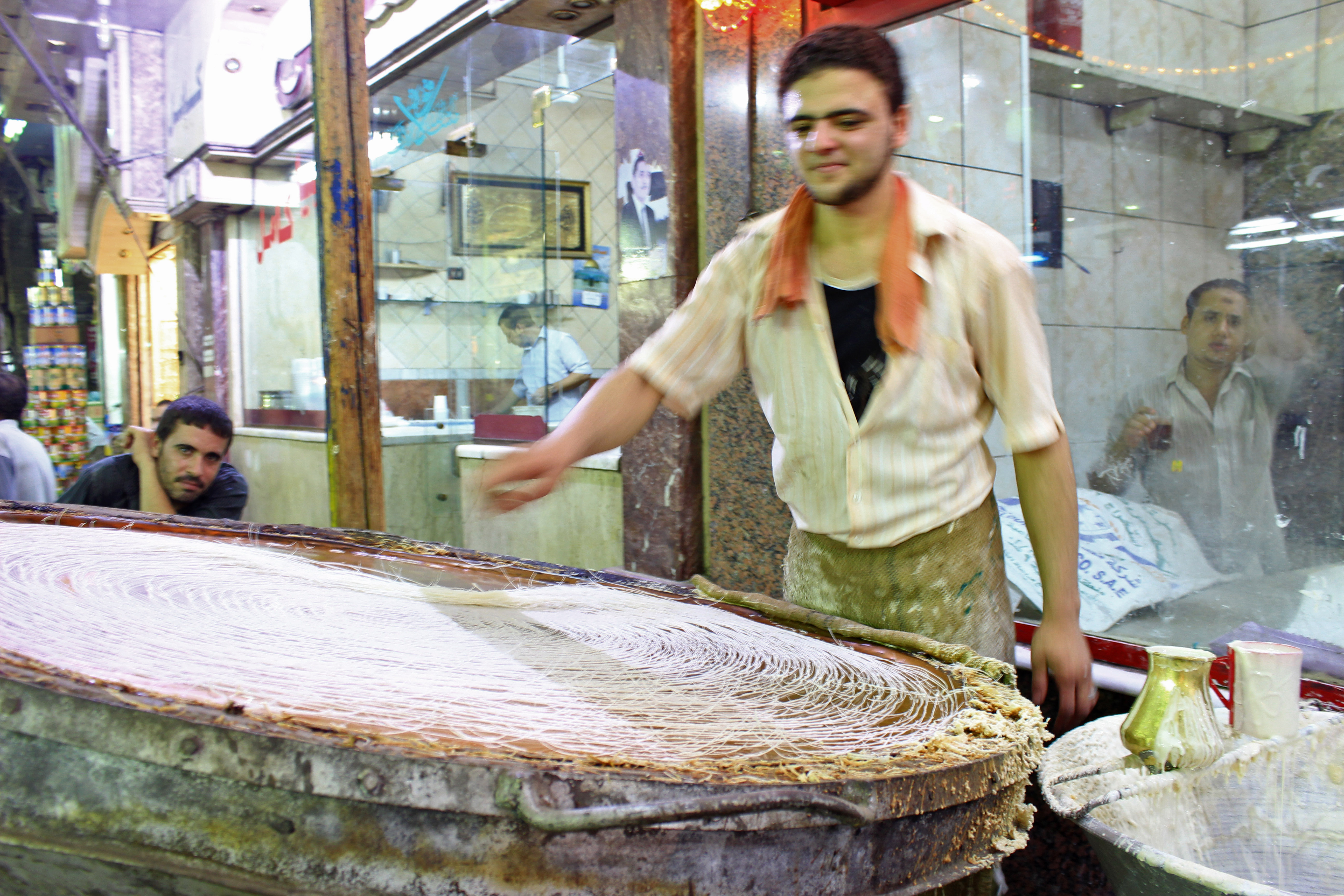
Confection du knafeh au Caire.
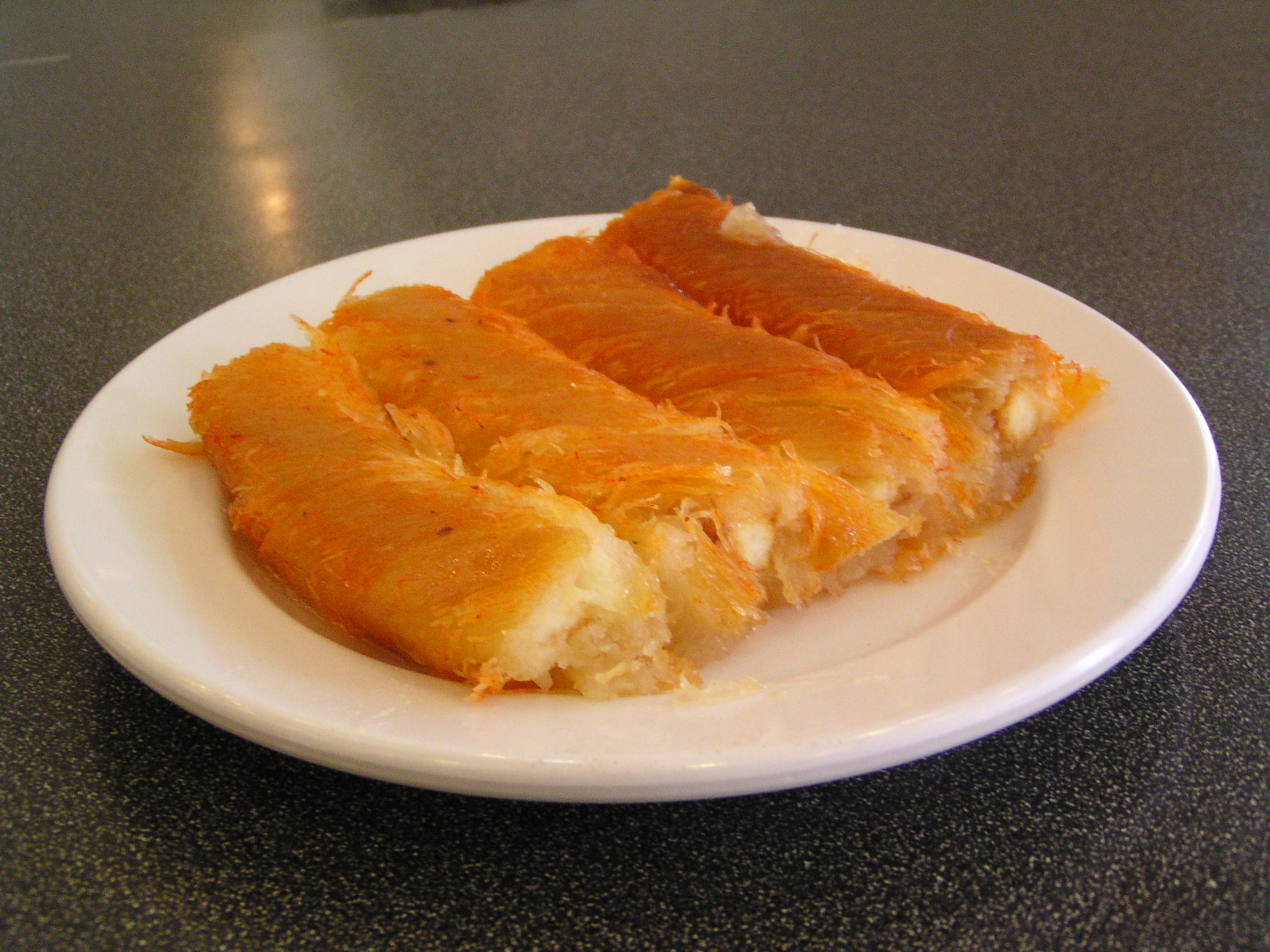
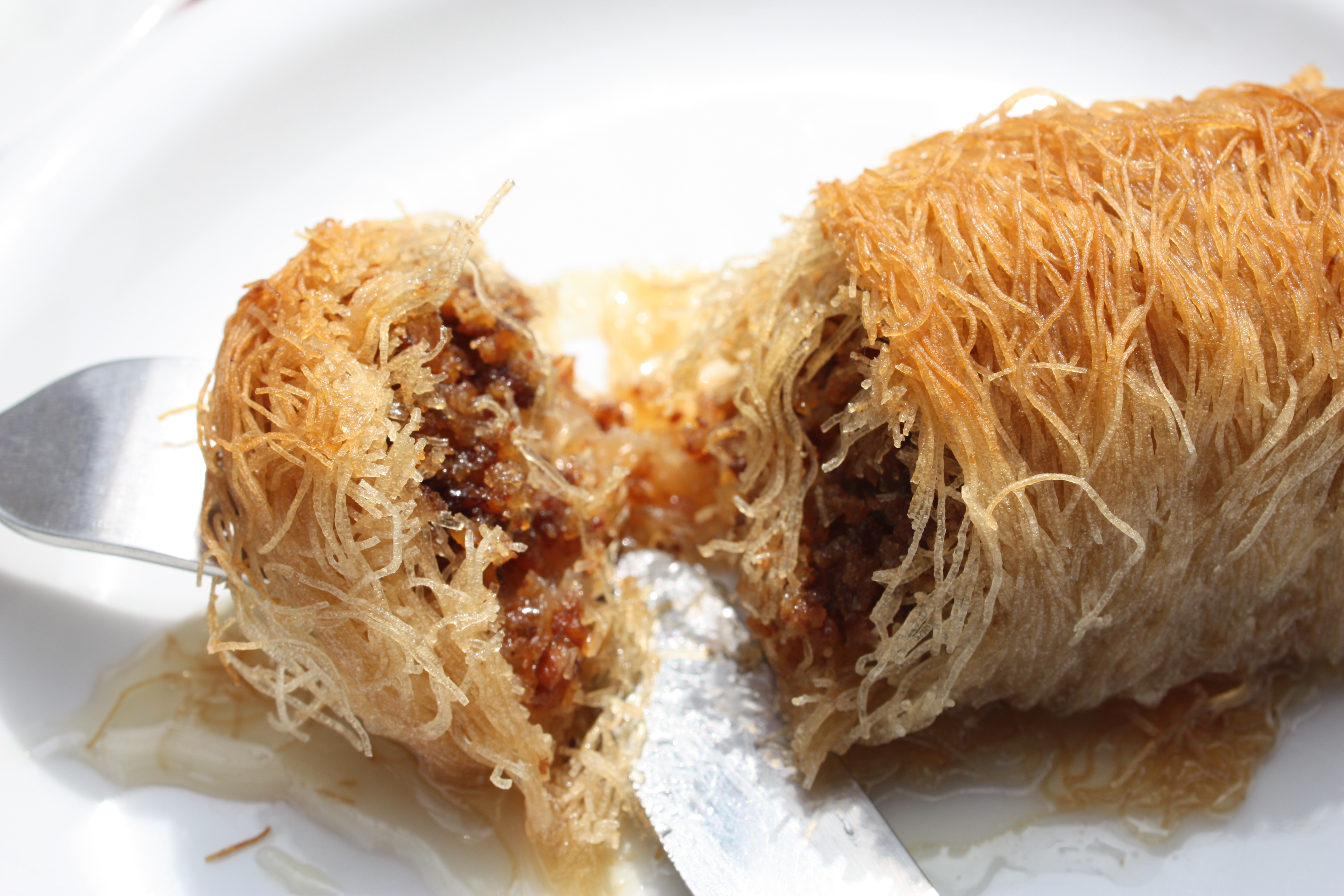
Kadaïf en Bulgarie.

## Variantes

### Ka'ket knafeh
Cette variante est populaire à travers le Levant et en Turquie, où elle peut être mangée pour le déjeuner ou même pour le dîner comme un repas principal, même si elle est surtout considérée comme un dessert. Elle peut être placée dans un pain et parsemée de graines de sésame. Elle est traditionnellement servie accompagnée ou trempée dans un sirop épais à base de sucre, de miel ou de glucose appelé qattar ou attar (en).

### Künefe

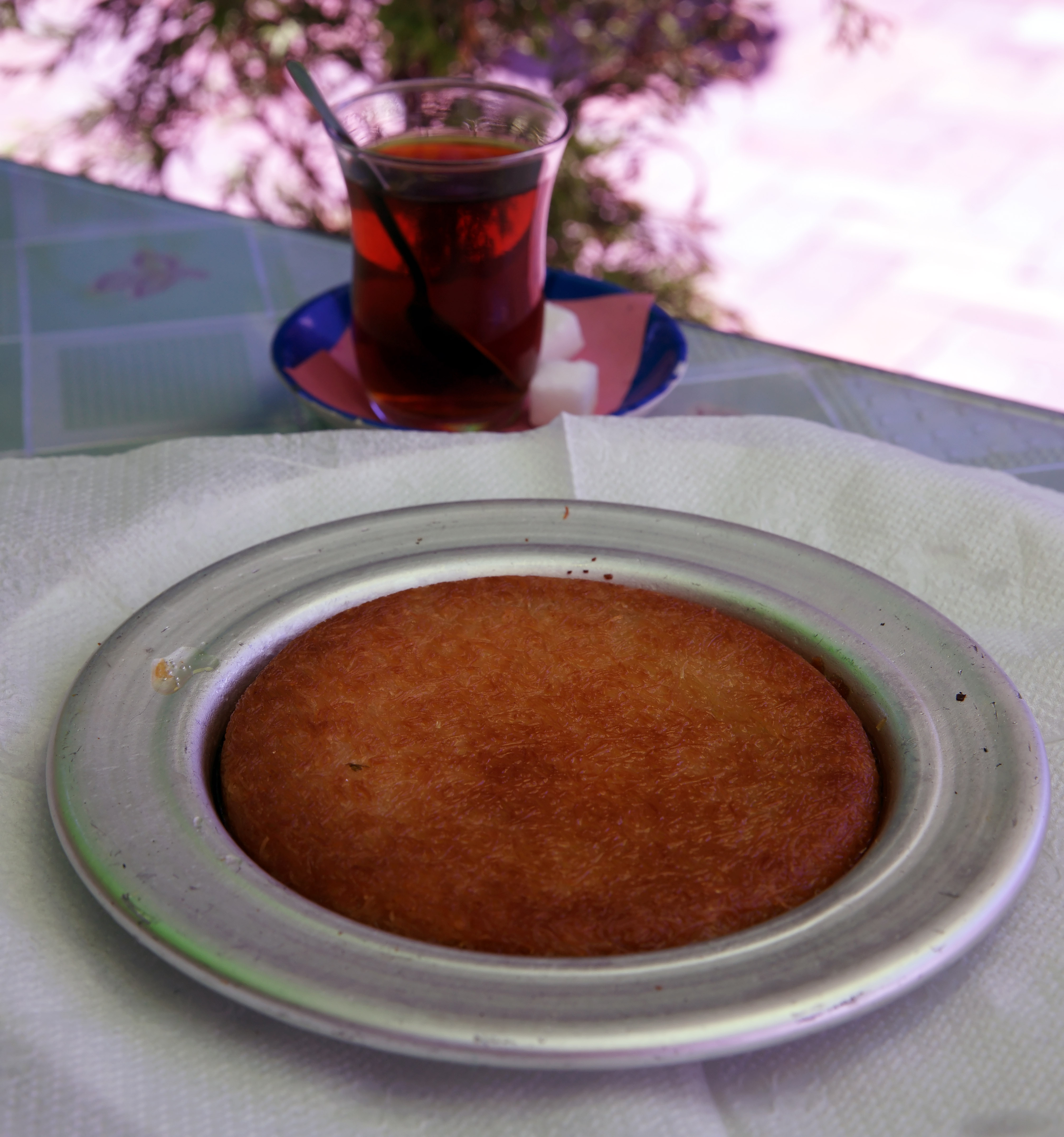
Künefe turc.

La variante turque du knafeh est appelée künefe. Un fromage à pâte demi-molle, comme la mozzarella, est utilisé pour la garniture.
Pour réaliser le künefe, la pâte (turc : kadayıf) n'est pas enroulée autour du fromage, qui est placé entre deux couches de pâte. La préparation est cuite dans de petites plaques de cuivre, puis servie très chaude dans du sirop, avec de la crème fraîche épaisse (kaymak), des pistaches ou des noix. Ce dessert est servi dans un plat typique.

### Kadaïf
Dans cette variante, appelée kataïfi (καταϊφι) ou kadaïfi (κανταϊφι) en grec, les cheveux d'ange sont utilisés pour réaliser des pâtisseries de différentes formes (tubes ou nids), souvent remplies de noix hachées, comme celles utilisées pour le baklava. Elles sont réalisées en déposant une couche de pâte, une couche de noix hachées, puis une autre couche de pâte. Les pâtisseries sont enduites de beurre fondu, cuites au four jusqu'à obtenir une coloration dorée, puis trempées dans du sucre ou du sirop de miel.

## Records
La plus grande plaque de knafeh a été réalisée à Naplouse dans une tentative d'obtenir une citation palestinienne au Livre Guinness des records. Elle mesurait 75 mètres de long sur 2 mètres de large et pesait 1,35 tonne.

## Lakenafadans la littérature française
Dans Mârouf, savetier du Caire de Lucien Népoty, d’après Les Mille et Une Nuits (Choudens, Paris, 1917, 76 p.), le fait que la kenafa soit sucrée de miel de canne et non d’abeille est la source des malheurs conjugaux du héros.
André Gide, dans Prétextes. Réflexions sur quelques points de littérature et de morale (Mercure de France, Paris, 1919) précise que la kenafa est une « pâtisserie faite avec des filets très fins de vermicelle ».